# 尹靜夫
尹靜夫（1899年6月7日—1988年1月），字。四川省仁壽縣視高鄉舒家坪人。民國37年（1948年）在四川省第二選區當選第一屆立法委員。

## 生平[1][2][3][4]
- 幼年，在冬瓜沱族立學校讀書。民國7年年秋入仁壽中學，民國8年秋由仁壽中學轉入成都四川省立第一中學，民國15年於北京大學畢業後，先後在成都學院、四川法政專門學校、四川蠶業高等學校、茶業高等學校任教。同時，在成都《新川報》、《新四川日刊》等兼任編輯，在川康軍務幫辦公署政務委員會兼任經濟視察
- 民國16年，任西昌縣長
- 先後任重慶市黨部委員兼南岸區市政管理處處長、川陝鄂邊區公署中將參議兼公署駐渝辦事處副處長、湖北省田賦糧食管理處處長
- 民國31年9月3日，署糧食部民食司司長[5]
- 民國31年11月16日，免糧食部民食司司長[6]
- 民國32年5月11日，任糧食部管制司司長[7]
- 民國35年3月21日，免糧食部管制司司長[8]
- 民國38年7月14日，任經濟部政務次長[9]
- 民國38年10月4日，因就任經濟部次長，視為辭立法委員[10]
- 民國39年2月20日，免經濟部政務次長，任交通部政務次長[11]
- 民國50年8月2日，特派立法院秘書長[12]
- 民國56年1月23日，呈請辭職立法院秘書長[13]
- 民國56年2月，發起成立仁壽縣同鄉會，任名譽會長，主編《四川省仁壽縣近百年人物誌》

## 著作
- 《十餘年來內地戰爭對於全國農業之影響》，法政學報，1926第五卷第1-2期，48-72
- 《論救濟農村》，市農月刊，1934第1期，2-3
- 《糧食管制與糧情報導》，尹靜夫，《戰時糧價特輯糧情周報百期紀念特刊》，1943
- 《戰後糧政》，自由西报社,1945
- 《尹靜夫書愛國詩詞選》，1978
- 《國際經濟論叢》，四川文獻社，1979
- 《鳌峰山房文鈔》，靜夫文存第3卷，四川文獻社，1980
- 《中國糧政》，四川文獻社,1980
- 《吾家傳統思想與教育精神》，尹靜夫、陶太庚，四川文獻硏究社編輯委員會,1985
- 《仁壽尹氏家譜》，四川文獻研究社，民國七十四年